# Alexander Markowitsch Poltorazki
Alexander Markowitsch Poltorazki (russisch Александр Маркович Полторацкий; * 1766; † 25. Junijul. / 7. Juli 1839greg.) war ein russischer Metallurg und Oberberghauptmann.

## Leben
Poltorazkis adlige Eltern waren der Hofkapellmeister Mark Fjodorowitsch Poltorazki und die Unternehmerin Agafokleja Alexandrowna Poltorazkaja. 1778 kam Poltorazki als Sergeant der Garde in den staatlichen Dienst. Nach Beendigung der Ausbildung 1787 kam er als Kapitan in das Narwa-Infanterieregiment. Mit der Ernennung zum Vorsitzenden des Gouvernements Archangelsk wurde er aus dem Militärdienst entlassen.
1789 wurde Poltorazki Rat der Archangelsker Strafkammer. 1790 wurde er Oberproviantmeister. Im Dezember 1793 wurde er Assistent des Chefs der Olonezer Bergbau-Betriebe und Chef der Alexander-Kanonenfabrik in Petrosawodsk. Bei einer Hochwasserkatastrophe rettete er die Fabrik durch den Bau eines Umleitungskanals. Unter seiner Leitung wurden Eisen- und Kupfererz-Lagerstätten gesucht. Er verfasste eine Beschreibung der Olonezer Bergbau-Betriebe, wofür er vom Bergbau-Kollegium eine Belohnung von 5000 Rubel erhielt. 1799 wurde er zum Staatsrat (5. Rangklasse), 1802 zum Oberberghauptmann V. Klasse und 1804 zum Oberberghauptmann IV. Klasse ernannt. 1806 wurde er Chef der Olonezer Bergbau-Betriebe.
1808–1811 war Poltorazki Geschäftsführer des St. Petersburger Münzdepartements und des Münzhofs.
1811 erwarb Poltorazki im Dorf Rasskasowo ein Landgut mit 438 Seelen (leibeigenen Bauern) und eine verlassene Tuchfabrik, die er schnell in einen vorbildlichen Zustand versetzte. Auch gehörte ihm ein Landgut im Dorf Krasnoje im Gouvernement Twer. Unter dem Pseudonym Dormedon Wassiljewitsch Prutikow war Poltorazki literarisch tätig.
Poltorazki war in erster Ehe verheiratet mit Marija Karlowna Gascoigne, Tochter des schottischen Industriellen Charles Gascoigne, mit der er zwei Söhne und eine Tochter bekam. Der älteste Sohn Alexander Alexandrowitsch Poltorazki (1792–1855) heiratete 1834 die Hofdame Jekaterina Pawlowna Bakunina (1795–1869). In zweiter Ehe heiratete Poltorazki Tatjana Michailowna Bakunina (1773–1858), Schwester des Dichters Alexander Michailowitsch Bakunin und Tante des Anarchisten Michail Alexandrowitsch Bakunin, mit der er neun Kinder bekam.
Poltorazki wurde im Moskauer Nowodewitschi-Kloster begraben.
Zu Poltorazkis Geschwistern gehörten der Pferdezüchter Dmitri Markowitsch Poltorazki (1761–1818), dessen Sohn Sergei Dmitrijewitsch Poltorazki (1803–1884) Bibliograf wurde, und der Generalleutnant Konstantin Markowitsch Poltorazki (1782–1858). Die Schwester Jelisaweta Markowna Poltorazkaja heiratete den Staatssekretär Alexei Nikolajewitsch Olenin (1763–1843) und bekam die Tochter Anna Alexejewna Olenina (1808–1888). Agafokleja Markowna Poltorazkaja (1776–1840) heiratete den Generalmajor Alexander Dmitrijewitsch Sucharew (1771–1853). Warwara Markowna Poltorazkaja (1778–1845) heiratete den Senator Dmitri Borissowitsch Mertwago (1760–1824). Der Komponist Wiktor Alexandrowitsch Poltorazki (1949–1985) war ein Urururneffe.